# Speak (Lied)
Speak ist ein Lied der US-amerikanischen Rockband Godsmack. Das Lied wurde am 4. April 2006 als erste Single aus dem vierten Studioalbum  IV ausgekoppelt.

## Entstehung
Das Lied entstand im Jahre 2004, als Godsmack als Vorgruppe vom Metallica auf Tournee waren. Gitarrist Tony Rombola erinnerte sich, dass er mit seinen Bandkollegen Robbie Merrill und Shannon Larkin (Bass bzw. Schlagzeug) im Umkleideraum jammte. Sänger Sully Erna steckte daraufhin seinen Kopf durch die Tür, da ihm das gespielte Riff gefiel. Noch am selben Tag war das Lied fertig geschrieben. Produziert wurde das Lied von Sully Erna und Andy Johns. Die Aufnahmen fanden im Spiral Recording Studio in Hollywood statt.
Bei dem Musikvideo führte Wayne Isham Regie. Die Band wollte ein einfaches Video drehen. Man sieht Menschen, die mit ihren Autos und Motorrädern Stunts durchführen und die Band, die das Lied spielt. Laut Sully Erna wollten die Musiker, dass das Gezeigte nicht mit dem Text korreliert und einfach nur Kraft betonen, weil das Lied für sie kraftvoll wäre.

## Titelliste
1. Speak – 3:56
2. Spiral – 5:35
3. Batalla de los Tambores – 5:44

## Rezeption
Die Single erreichte Platz 85 der US-amerikanischen Singlecharts und Platz eins der Billboard Mainstream Rock Songs. Für Godsmack war es nach Awake, I Stand Alone und Straight Out of Line die vierte Nummer eins in diesen Charts. Bei den Billboard Music Awards 2006 wurde Speak in der Kategorie Top Rock Song nominiert. Der Preis ging jedoch an die Band Three Days Grace für Animal I Have Become.
Das US-amerikanische Onlinemagazin Loudwire veröffentlichte im April 2015 eine Liste mit den zehn besten Liedern von Godsmack. In dieser Liste erreichte Speak Platz neun.